# Afromelanichneumon citripes
Afromelanichneumon citripes är en stekelart som beskrevs av Heinrich 1967. Afromelanichneumon citripes ingår i släktet Afromelanichneumon och familjen brokparasitsteklar. Inga underarter finns listade i Catalogue of Life.